# Buenos Aires Vice Versa
Buenos Aires Vice Versa è un film del 1996 diretto da Alejandro Agresti.